# Le Cycle des épées
Le Cycle des épées (titre original : Fafhrd and the Gray Mouser) est un cycle d'heroic fantasy qui raconte les aventures de Fafhrd et du Souricier Gris au travers du monde de Newhon. Ces protagonistes sont mentionnés pour la première fois en 1934 dans une lettre de Harry Otto Fischer à Fritz Leiber, un écrivain de fantasy, qui aurait inventé le terme « sword and sorcery ». Leiber a consacré une grande partie de sa vie à ce cycle, qu'il a toujours gardé en tête et sur lequel il a beaucoup travaillé. 
Sa toute première nouvelle, Le Jeu de l'initié (Adept's Gambit), écrite en 1936 et publiée en 1947, appartient d'ailleurs à ce cycle. 
Le Cycle des épées est connu comme une œuvre majeure de l'heroic fantasy et elle aurait participé à la rénovation du genre, après-guerre, au côté de l'œuvre de Michael Moorcock, le Cycle d'Elric.

## Ouvrages
1. Épées et Démons ((en) Swords and Deviltry)
2. Épées et Mort ((en) Swords Against Death)
3. Épées et Brumes ((en) Swords in the Mist)
4. Épées et Sorciers ((en) Swords Against Wizardry)
5. Le Royaume de Lankhmar[1] ((en) Swords of Lankhmar), aussi édité sous le titre Les Épées de Lankhmar
6. La Magie des glaces ((en) Swords and Ice Magic)
7. Le Crépuscule des épées ((en) The Knight and Knave of Swords)

Avant d'être traduits intégralement en français en 1982, une compilation de nouvelles du cycle en deux volumes est publiée par les Éditions OPTA, dans la collection Aventures fantastiques : Le Cycle des épées (Aventures fantastiques no 5, 1970), qui comprend les tomes 3 à 5 de l'édition américaine  et Le Livre de Lankhmar (Aventures fantastiques no 9, 1972), qui englobe les tomes 1 et 2, soit la totalité des nouvelles disponibles à l'époque. Les traductions sont de Jacques de Tersac (pour le premier volume) et de Jacques Parsons (pour le second). Les deux recueils sont illustrés par Philippe Druillet, qui réalise également pour l'occasion une carte de Nehwon insérée en feuillet volant dans chacun des deux tomes.

## Univers
L'intégralité du cycle se déroule dans le Monde de Nehwon, un monde « antique et fabuleux, un monde de sortilèges et de joyaux, de crânes et d'épées affutées » comme dit la préface d'Épées et démons. 
Il s'étend autour de la vaste Mer Intérieure, au Nord de laquelle se trouve le Pays des Huit Cités avec ses vastes forêts. Sa plus haute montagne est le quai des Étoiles. Il existe un immense royaume souterrain, le royaume de Quarmall.

## Adaptations
En 1972, Fafhrd et le Souricier Gris font leur première apparition dans une bande dessinée, sous la plume de Samuel R. Delany et le pinceau de Dick Giordano, aux côtés de Wonder Woman et de Catwoman, dans le numéro 202 du comics Wonder Woman édité par DC Comics. L'année suivante, ils ont droit à leur propre série, intitulée Sword of Sorcery. Les dessins sont de Howard Chaykin, Walter Simonson et Jim Starlin, tandis que Dennis O'Neil se charge d'adapter des nouvelles existantes ou d'écrire de nouveaux récits.
En 1976, TSR édite un wargame intitulé Lankhmar qui a la particularité d'avoir été initialement créé en 1937 par Fritz Leiber lui-même, aidé de son ami Harry Otto Fischer. Le jeu est remanié et simplifié par Gary Gygax, Robert J. Kuntz et Brad Stock. Les illustrations sont de David C. Sutherland III. Leiber rédige un article sur la genèse et le développement du jeu pour le premier numéro du magazine de jeu de rôle sur table Dragon Magazine.
En 1979, dans la gamme du Jeu de rôle sur table Donjons et Dragons, est publié le 3° livre de règles, le Guide du Maître, dans lequel Gary Gygax détaille les écrivains qui ont été une source d'inspiration pour le jeu; l'auteur du Cycle des épées y figure en bonne place.
En 1980, TSR publie le 4° livre de règles de Donjons et Dragons. Intitulé Deities & Demigods, il est consacré aux religions, aux dieux et aux prêtres. Parmi les 17 panthéons qui y sont présentés, on trouve celui de Nehwon, de même que les deux héros de Leiber, leurs mentors Ningauble et Sheelba, ainsi qu'un bestiaire spécifique (béhémoth, serpent des neiges, loup astral, oiseau de Tyaa).
En 1985, sans surprise, TSR donne à Donjons et Dragons un supplément officiel entièrement consacré à l'univers de Fafhrd et du Souricier Gris. Intitulé Lankhmar : City of Adventure, il permet de jouer dans la fameuse cité. Ce supplément sera suivi de plusieurs suppléments de règles et de contextes, ainsi que des scénarios et des campagnes publiés jusqu'en 1996.
Durant les années 1980 sort une version de 1 contre 1 - Donjons & Dragons niveau avancée (un Livre dont vous êtes le héros) mettant en scène les deux personnages principaux et nommée Voleurs et assassins. Plus tard, ils referont une apparition dans la série de romans Les Compagnons du renouveau qui mettait en scène dans les Royaumes oubliés les personnages de la série 1 contre 1.
Une nouvelle adaptation en bande dessinée, écrite par Howard Chaykin et dessinée par Mike Mignola, est publiée en 1991 par Marvel Comics sous le label Epic et traduite en France par les éditions Zenda. Une intégrale est parue chez Delcourt en 2007  (ISBN 978-2-7560-0926-1).
En 2007, les éditions Mongoose Publishing publient Lankhmar, le premier des trois suppléments permettant de jouer dans l'univers de Nehwon avec les règles du jeu de rôle RuneQuest.
En 2015, l'éditeur Pinnacle Entertainment Group démarre la publication d'une gamme de suppléments et aventures permettant de jouer dans l'univers de Nehwon avec les règles du Jeu de rôle Savage Worlds.